# Драган Пешмалбек
Драган Пешмалбек (фр. Dragan Pechmalbec; 5. јануар 1996) француско-српски је рукометаш који игра на позицији пивота. Тренутно наступа за Веспрем и репрезентацију Србије.

## Каријера
Рођен је у Каору од оца Француза и мајке Српкиње. До своје 16. године тренирао је фудбал и играо за омладинске погоне Рена, али се одлучио за рукомет.
Лета 2016. године постао је члан Нанта. У децембру исте године потписао је први професионални уговор са клубом.
У марту 2018. године је први пут позван у француски тим. Након три одигране утакмице одлучио је да заигра за репрезентацију Србије.